# Subway
Subway é uma rede norte-americana de restaurantes fast food, com especialidade em vendas de sanduíches e saladas. Foi fundada em 1965 por Fred De Luca e Peter Buck. É considerada a rede de franquias que cresceu mais depressa no mundo, com mais de 44 mil restaurantes espalhados por 98 países. Está entre as 3 maiores cadeias de restaurantes do mundo.
A sede da Subway situa-se em Milford; cinco sedes regionais são responsáveis pelo crescimento da empresa a nível internacional. Na Europa, as sedes regionais da empresa localizam-se em Amesterdão, Países Baixos; na Austrália e Nova Zelândia as lojas são administradas a partir de Brisbane; na Ásia as lojas são administradas a partir de cidades como Beirute, Kuala Lumpur e Singapura, enquanto Miami, na Flórida, é responsável pela América Latina.
No Brasil, foi administrado pela SouthRock – empresa que também detém os direitos da TGI Fridays, Eataly e anteriormente da Starbucks no Brasil – entre 2022 e 2023, tendo sido responsável por administrar e expandir os mais de 1 600 restaurantes no país. Atualmente é controlada pela Zamp, franqueadora do Burger King no país, no qual adquiriu a operação do Subway em 2024.

## História

### Primórdios
Em 1965, Fred DeLuca pediu emprestado a seu amigo Peter Buck mil dólares, a fim de começar o restaurante "Pete's Super Submarines" em Bridgeport, Connecticut, e no ano seguinte os dois criaram a "Doctor's Associates Inc" para supervisionar as operações dos restaurantes, à medida que as franquias expandiam.
Fred DeLuca tinha o objetivo de pagar os seus estudos, assim como Peter Buck, que estava a fazer um doutoramento em física A Doctor’s Associates Inc. não é afiliada, nem apoia qualquer organização médica, é a organização que administra a Subway, realizando os negócios como Subway IP Inc. Em 1968, a lanchonete começou a usar o nome de "Subway" pela primeira vez.
A primeira Subway fora da América do Norte abriu no Bahrein, em dezembro de 1984.
No ano de 1994 a rede Subway chegava ao Brasil, abre sua primeira unidade no estado de São Paulo.
Desde 2007, a Subway tem sido consistentemente classificada na lista das 500 franquias da revista Entrepreneur. Ficou na segunda posição em 2012. Também foi classificada na segunda colocação das listas "Franquias com maior crescimento" e "Global Franchise". Em março de 2011, a Subway foi nomeada como "a cadeia alimentar de fast food mais amada nos Estados Unidos" pela Amplicate.com, com base em sua análise das opiniões expressas em sites da mídia social.
No final de 2010, a Subway tornou-se a maior cadeia de fast food do mundo, com 33.749 restaurantes - 1.012 mais do que o McDonald's. Em termos de receita, porém, o Subway é superado pelo McDonald's e Starbucks.

### Evolução de logotipo
Em 1965, logo no início da empresa, surge uns dos primeiros logos que durou 3 anos entre 1965 e 1968. Ainda no mesmo ano cria-se outro logo que durou 34 anos entre 1968 e 2002, sendo o logo mais duradouro. A partir de então surge outro logo que ganhou a graça dos clientes por ser bonito, simples e ao mesmo tempo atraente, foi uns dos mais conhecidos logos, por está no período de expansão da empresa pelo mundo. Ainda não adotado pela empresa, mas com previsão para ser adotado em 2017, o novo logo é sutilmente diferente do anterior, tendo uma aparência similar ao logo usado entre 1965 e 1968 .
- Logotipo usado entre 1965 a 1968.
- Logotipo usado entre 1968 a 2002.
- Logotipo oficial entre 2002 a 2017.
- Logotipo atual usado a partir de 2017.

## Produtos

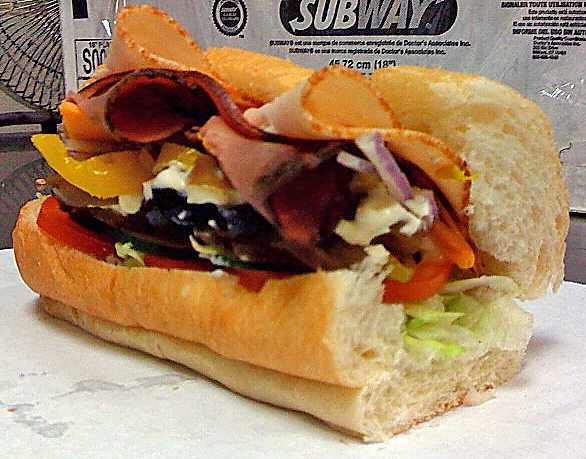
Sandwich SUBWAY Club 6"

O núcleo dos produtos da Subway são os sanduíches submarinos. No entanto, a loja também vende wraps, saladas e outros produtos, como cookies, donuts, entre outros. Enquanto alguns dos produtos variam de país para país, outros fazem parte dos menus da Subway internacionalmente, tais como:
- Italian B.M.T.
- Roasted Chicken
- Subway Club
- Tuna
- Meatball Marinara
- Subway Melt
- Chicken Teriyaki
- Steak & Cheese.
- O sanduíche mais vendido da Subway é a B.M.T.[33] que contém pepperoni, salame e fiambre. O nome originou-se de Brooklyn Manhattan Transit, mas atualmente significa "Biggest, Meatiest, Tastiest" ("maior, com mais carne, com mais sabor").[34]

A Subway também vende sanduíches de pequeno almoço, english muffins e pão ázimo. Em 2006, começou a vender-se "pizzas individuais" no mercado norte-americano. São feitas a pedido, tal como as "sub" e aquecidas durante 85 segundos. Nem todas as lojas vendem pequenos-almoços e pizzas. Em novembro de 2009, a Subway assinou um acordo a fim de servir, exclusivamente, café da marca Seattle's Best Coffee, ao pequeno-almoço nos EUA.
Em 2009 a Zagat Survey nomeou a Subway de "Melhor Provedor de "Opções Saudáveis" (na categoria "Mega-Cadeia"). A Subway ganhou ainda o primeiro lugar nos rankings "Top Service" e "Most Popular". Ficou em segundo no "Top Overall", abaixo de Wendy's.

### Variações regionais

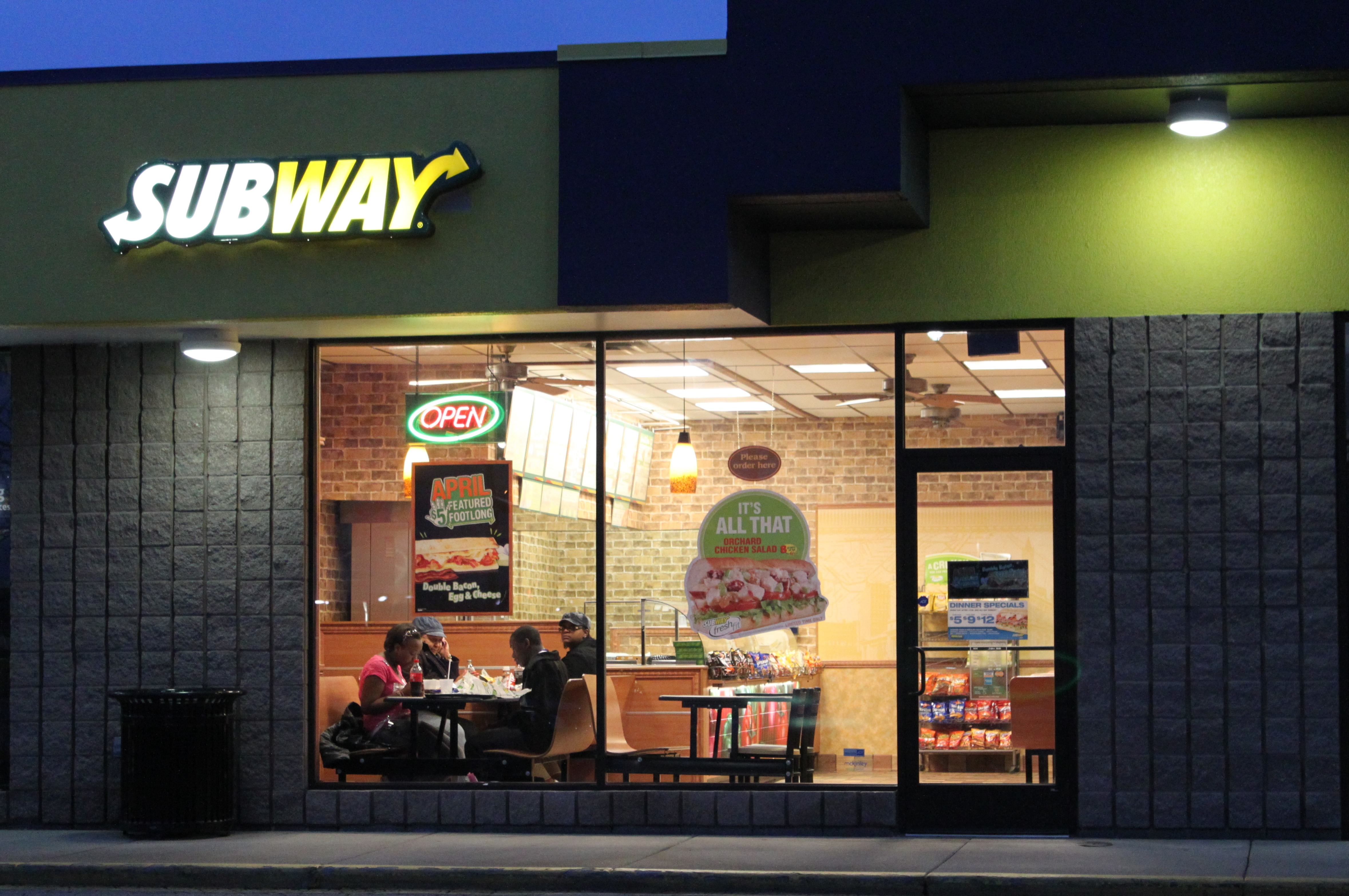
Restaurante da Subway em Pittsfield Township, Michigan

Os menus da Subway podem variar, mediante os países devido, maioritariamente, a imposições religiosas e/ou culturais relativos às carnes servidas.
Em 2006, a primeira loja kosher Subway abriu, nos EUA, num subúrbio de Cleveland, Ohio. O porta-voz da Subway, Jared Fogle, esteve presente na abertura. Um comunicado de imprensa afirmou: "Com ligeiras modificações, tais como a ausência de produtos à base de carne de porco, e o uso de queijos à base de soja, o menu é praticamente idêntico ao de qualquer outro restaurante Subway." Desde então, a kosher Subway abriu em Nova Iorque, Los Angeles, Kansas City, e Baltimore e foram anunciadas intenções de abrir em Milwaukee e Boston. Lojas kosher em Wall Street e Livingston (Nova Jérsei) entretanto fecharam.
Na Índia, a Subway abriu o seu primeiro restaurante em 2001 em Nova Deli. Nesse país, o restaurante não serve carne de vaca, porco, nem qualquer produto derivado dos mesmos. Em contrapartida, vende uma vasta gama de produtos vegetarianos. Existem 324 restaurantes Subway, em 65 cidades indianas, conforme dados de janeiro de 2013. Em 4 de setembro de 2012, a Subway abriu o seu primeiro restaurante outlet totalmente vegetariano, no campus da Universidade Lovely Professional, em Jalandhar, Punjab. A maioria das lojas Subway em países muçulmanos dispõe de um menu halal.

### Alternativas
Em 2011, a Subway introduziu pão e outros produtos sem-glúten, em algumas regiões de Texas. Também reduziu o sal em cerca de 15%.
No Reino Unido e Irlanda, a Subway reduziu o sal nos seus produtos, em cerca de 33%, além de se comprometer a reduzir ainda mais, posteriormente, na mesma linha que os objetivos do governo local. O alvo da Subway de produzir sanduíches "Low Fat" ("baixas em gordura") é endossada pela Heart Research UK.

## Publicidade

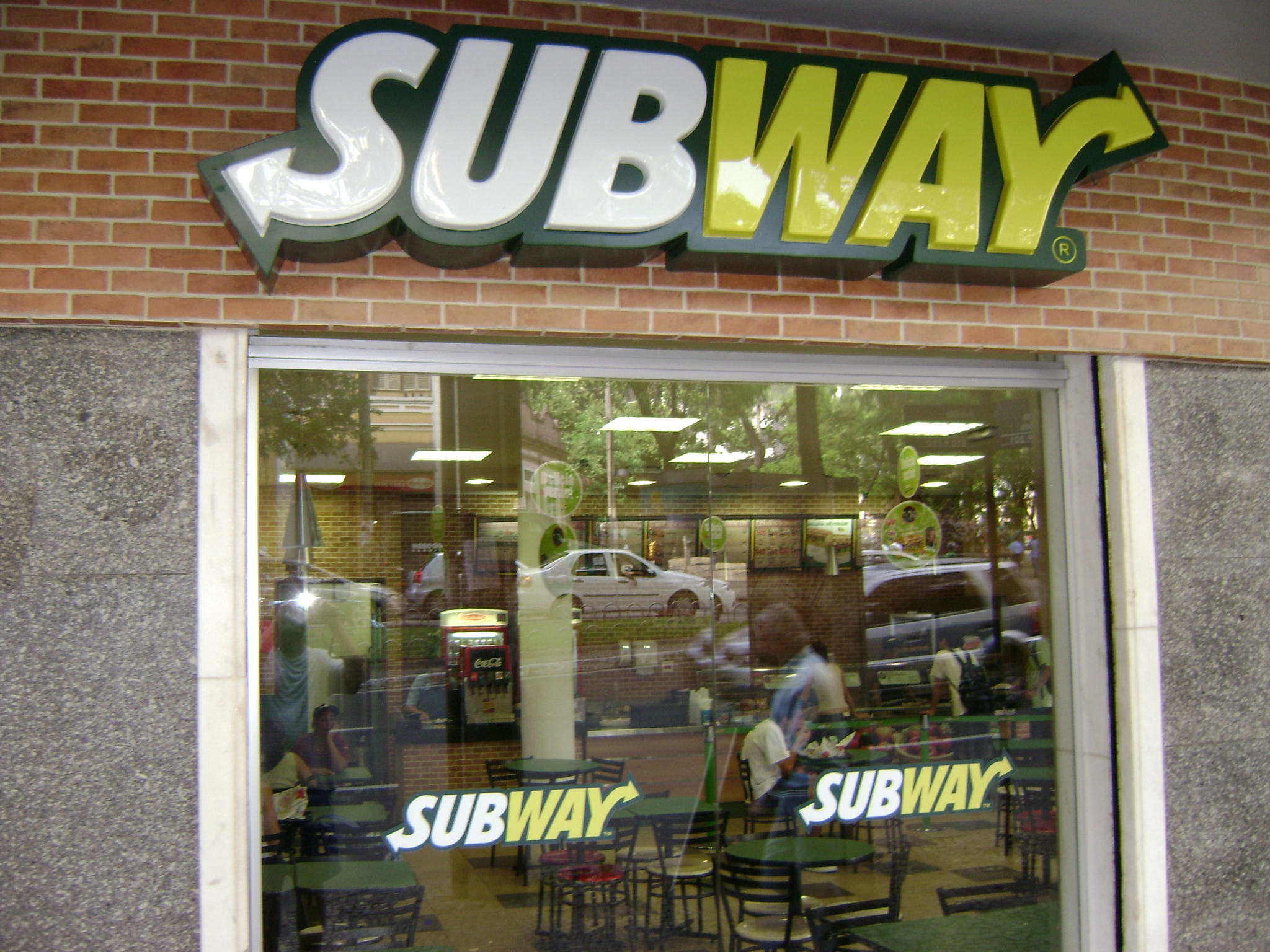
Subway em Belo Horizonte, Brasil

A Subway usa o slogan "Eat Fresh" ("Coma Fresco"), e faz questão de que os seus sanduíches sejam feitos a partir de pão fresco e ingredientes frescos, que são combinados em frente ao cliente, mediante as especificações que este dá aos funcionários do restaurante, conhecidos como "Subway Sandwich Artists".
Em novembro de 2007, os anúncios publicitários da Subway baseavam-se no personagem Peter Griffin (da série Family Guy), que promovia o então novo sanduíche Subway Feast.
A Subway lançou uma campanha product placement, nas séries de televisão norteamericanas Chuck desde a sua primeira temporada. Uma vez que os ratings dominuiram na segunda temporada, foi lançada, para os fãs, uma campanha para "salvar o Chuck", encorajando-os a comprar um sub footlong, numa loja Subway a 27 de Abril de 2009, data do episódio final da série. Tony Pace, responsável pela publicidade da Subway, apelidou esta estratégia de "melhor marketing indireto que o restaurante já efetuou em vários anos"."

## Operações internacionais
O Subway está presente em 98 países e territórios ao redor do mundo.
África
Encontram-se no Egito, África do Sul, Tanzânia e Zâmbia.
Ásia
Existem lojas Subway no Afeganistão (somente nas bases militares da OTAN), China, Coreia do Sul, Guam, Hong Kong, Índia, Japão, Israel, Macau, Malásia, Paquistão, Filipinas, Singapura, Taiwan, Tailândia e Líbano.
Oceania

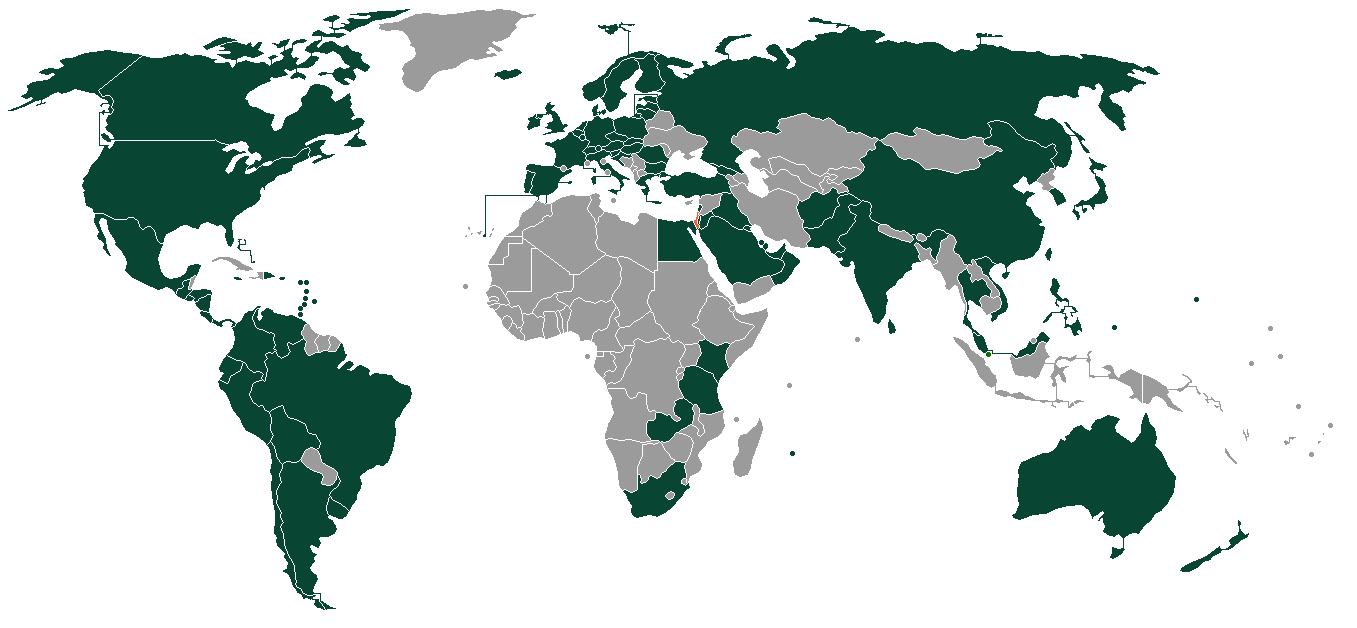
Países com unidades Subway

Situam-se na Austrália, Ilhas Marshall, Marianas Setentrionais e Nova Zelândia.
Caribe
Existe Subway nos seguintes países: Anguilla, Antígua e Barbuda, Aruba, Bahamas, Ilhas Cayman, Dominica, Granada, Jamaica, Porto Rico, São Cristóvão e Nevis, Santa Lúcia, São Martinho, Trinidad e Tobago e Ilhas Virgens Americanas.
Europa
Podem encontrar-se lojas na Alemanha, Áustria, Bélgica, Bulgária, Dinamarca, Espanha, Eslováquia, Finlândia, França, Grécia, Gibraltar, Hungria, Islândia, Ilha de Man, Irlanda, Itália, Luxemburgo, Malta, Países Baixos, Noruega, Polónia, Portugal, República Checa, Rússia, Suécia, Suíça, Turquia e Reino Unido.
Oriente Médio
Existe Subway em Bahrein, Iraque (somente nas bases militares americanas), Jordânia, Kuwait, Líbano, Omã, Catar, Arábia Saudita e Emirados Árabes Unidos.
América
Existe na Argentina, Bolívia, Brasil, Canadá, Chile, Colômbia, Costa Rica, El Salvador, Equador, Estados Unidos, Guatemala, Honduras, México, Nicarágua, Panamá, Suriname, Uruguai e Venezuela.

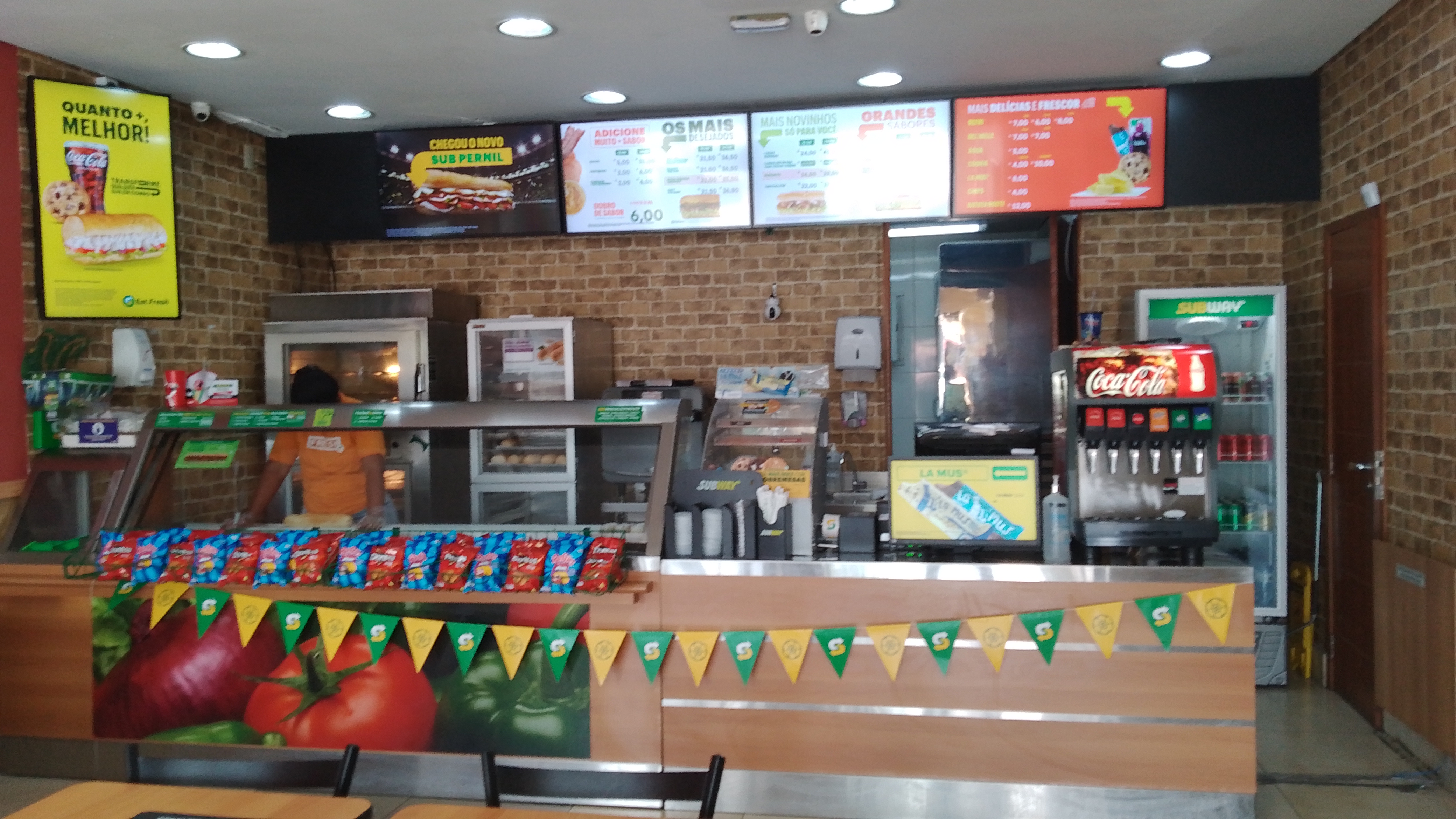
Unidade do Subway na Vila Tatetuba, em São José dos Campos